# Oktorpsgården

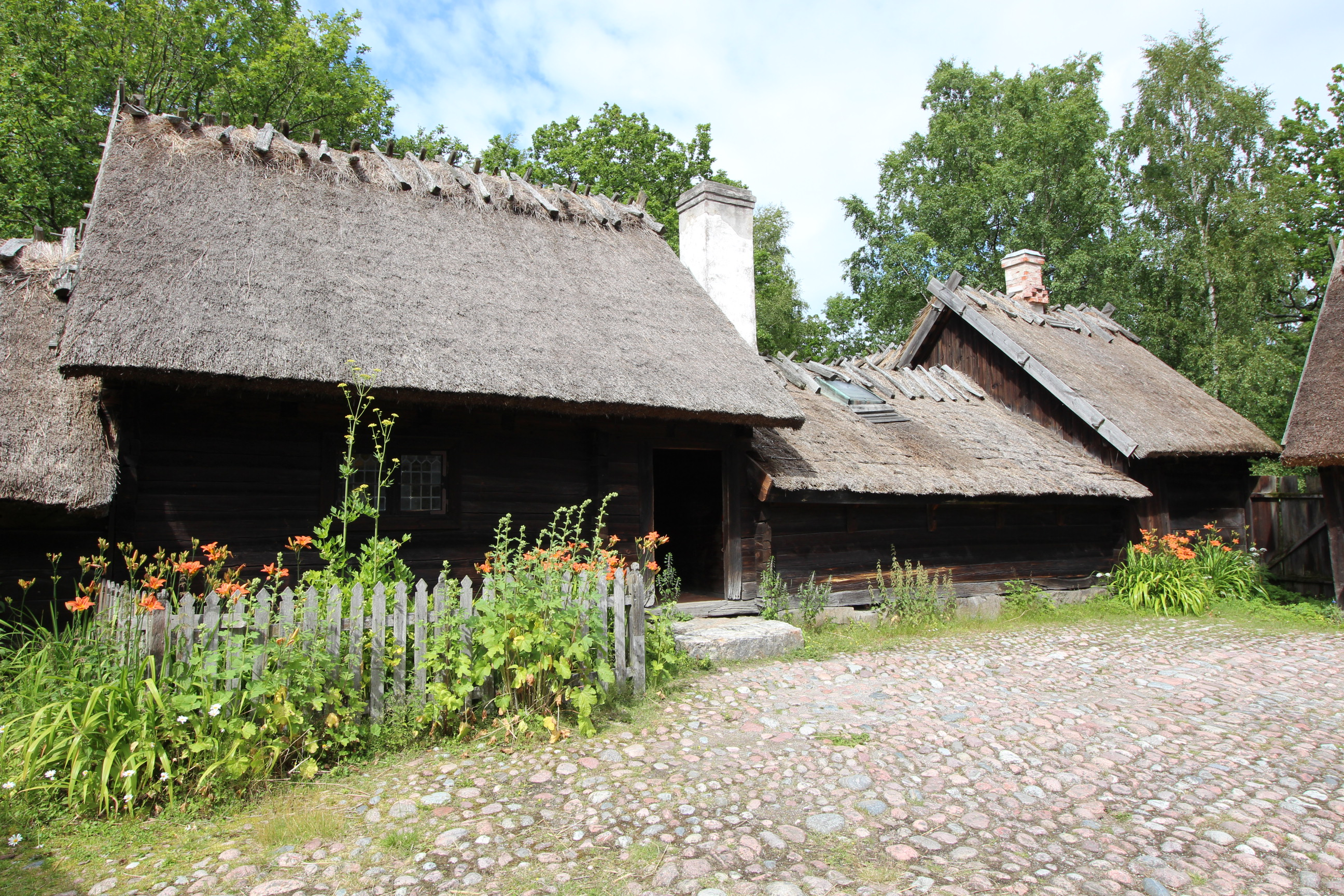
Okstorpsgården på Skansen.

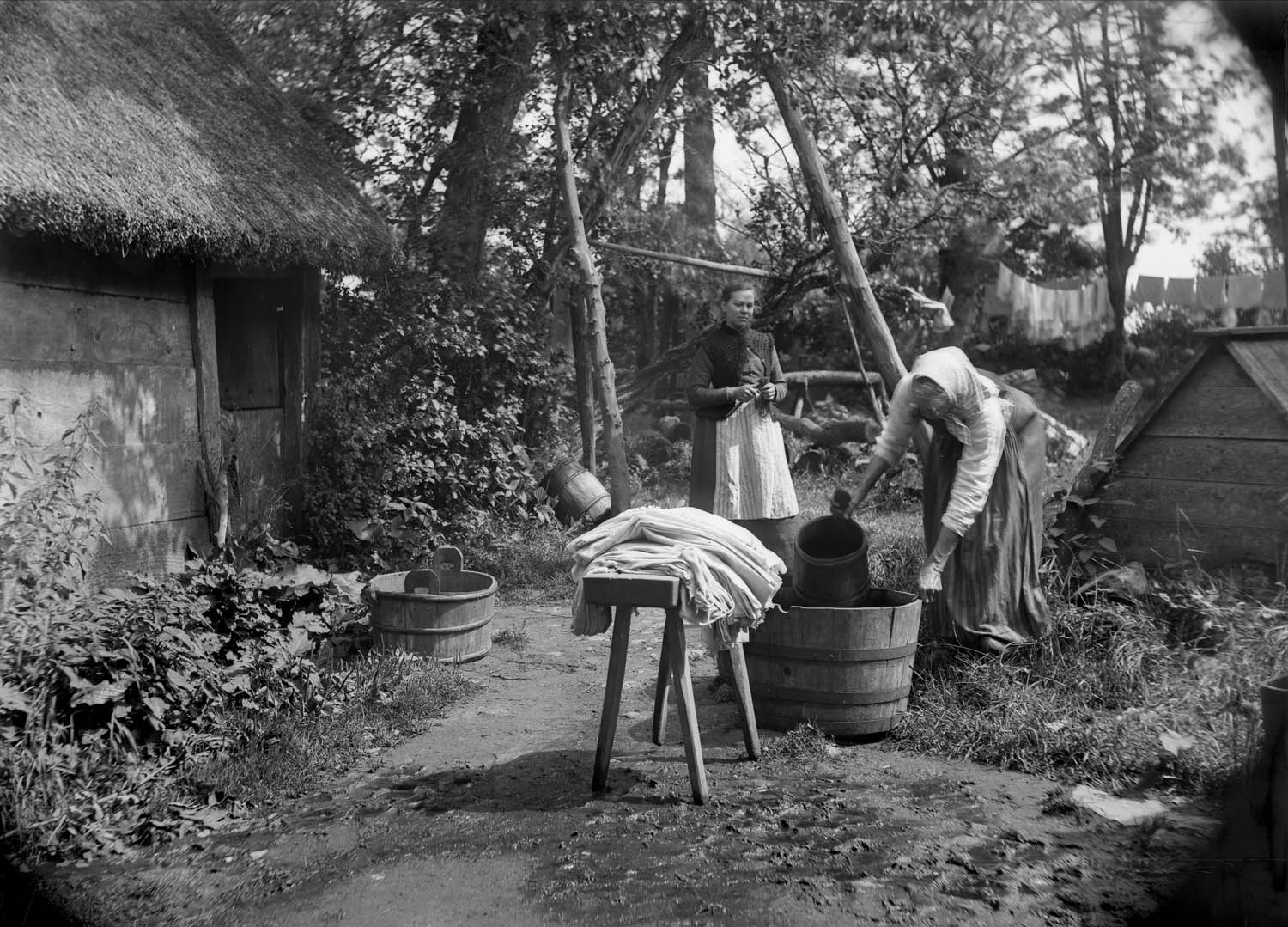
Tvättbyk på Oktorpsgården på dess ursprungliga plats i Slöinge socken.

Oktorpsgården är en kulturhistorisk gård på friluftsmuseet Skansen på Djurgården i Stockholm. 
Ursprungligen stod gården i Oktorps by i Slöinge socken i Årstads härad, Halland. Gården drogs på 1600-talet in till kronan under Karl XI:s reduktion. Senare friköptes gården som skattehemman. 1896 flyttades Oktorpsgården till Skansen och var då den första gård som återuppbyggdes i sin helhet. Gården är kringbyggd och förutom två mindre ingångsportar finns en större inkörsport mellan huset i norr, bostaden, och längan i öster, ena logen. 
På södersidan av den kullerstensbelagda gårdsplanen ligger stallet. Huset i väster är en loge. Gårdshusen har halmtak. Hösten 2010 lades taken om. Utanför gården finns ett brygghus för framställning av brännvin och öl. Till flyttningens finansiering bidrog grosshandlaren I. Hirsch och byggmästaren J. Andersson. Skansen tar sikte på att visa Oktorpsgården som livet kan ha tett sig där på 1870-talet.